# West Bromwich Albion FC
West Bromwich Albion Football Club (kortnaam: West Brom, WBA) is een Engelse voetbalclub, opgericht in 1878 door medewerkers van Salter's Spring Works in West Bromwich, een stad in de West Midlands. WBA speelt zijn thuiswedstrijden op The Hawthorns.
WBA is een van de traditieclubs in Engeland als een van de medeoprichters van de Engelse Football League en meer dan 90 seizoenen in de hoogste afdeling. West Bromwich won in zijn geschiedenis vijfmaal de FA Cup en werd eenmaal Engels landskampioen.

## Geschiedenis

### Vroege jaren
De club werd in 1878 opgericht als de West Bromwich Strollers door arbeiders van George Salter's Spring Works. Twee jaar later werd de naam veranderd in West Bromwich Albion waardoor het de eerste club werd die de naam Albion als een suffix gebruikte. Albion was een district in West Bromwich waar enkele spelers woonden en werkten. In 1881 sloot de club zich aan bij de Birmingham & District Football Association en kon zo deelnemen aan de Birmingham Senior Cup, daar werd de kwartfinale bereikt, de club versloeg enkele clubs die al langere tijd bestonden.
Het volgende jaar sloot de club zich bij de Staffordshire FA aan en won de eerste trofee, de Staffordshire Cup. In 1882/83 nam de club voor het eerst deel aan de FA Cup en bereikte in 1886 voor het eerst de finale, daarin werd met 2-0 verloren van de Blackburn Rovers. Het volgende seizoen verloor de club met dezelfde cijfers van Aston Villa. In 1888 werd voor de derde opeenvolgende keer de finale gehaald en derde keer goede keer, de club won met 2-1 van Preston North End FC. Datzelfde seizoen ging ook de competitie van start, alleen Blackburn en Aston Villa waren oud FA Cup winnaars die geselecteerd werden. Albion werd ook toegelaten tot de 12 clubs die de competitie oprichtten. West Bromwich is nooit erg succesvol geweest in de competitie maar wel in de FA Cup. Slechts zeven clubs wonnen de beker vaker dan West Bromwich en de club werd ook vijf keer verliezend finalist, er zijn maar vijf clubs die in meer finales stonden.

### Eind 19e, begin 20e eeuw
Het tweede FA Cup succes kwam er in 1892 toen in de finale Aston Villa met 3-0 verslagen werd. Van dan af tot aan de Eerste Wereldoorlog kreeg de club te kampen met financiële problemen en degradeerde twee keer uit de hoogste klasse. Hoogtepunten uit deze jaren waren twee bekerfinales, in 1895 verloor de club met 1-0 van Aston Villa en in 1912 van tweedeklasser Barnsley na een replay.
Na de Eerste Wereldoorlog toen de competitie hervatte na enkele seizoenen stil te liggen werd de club voor de eerste en enige keer in de geschiedenis kampioen. Het was ook de eerste kampioen die meer dan 100 keer scoorde in één seizoen. De volgende seizoenen slabakte de club weer en in 1925 werd Albion vicekampioen met slechts twee punten achterstand op kampioen Huddersfield Town. Twee seizoenen later degradeerde de club echter opnieuw. In 1930/31 werd de club de eerste club die de FA Cup en promotie naar de hoogste klasse won. Tot op heden is dit nog niet herhaald. De terugkeer werd gevierd met een zesde plaats, en het volgende seizoen werd Albion zelfs vierde. Tot 1935 kon de club nog standhouden in de top 10 maar daarna ging het weer bergaf tot een degradatie volgde in 1938. Door de Tweede Wereldoorlog lag de competitie opnieuw enkele jaren stil en in 1948/49 promoveerde de club opnieuw, dan volgde het langste opeenvolgende verblijf in de hoogste klasse, 24 jaar.

### Jaren 50 en 60
Tijdens de jaren 50 en 60 groeide de club van de Midlands, de topclub van de Midlands uit die tijd was Wolverhampton Wanderers maar het was ook een gouden tijdperk voor Albion. De FA Cup werd twee keer gewonnen. In 1953/54 kwam de club dicht bij het winnen van zowel de League Cup en de FA Cup, het zou de eerste club zijn die dat presteerde in de 20e eeuw. In de FA Cup werd Preston met 3-2 verslagen maar in de League Cup had de club pech door enkele blessures en verloor de finale van de Wolves. Albion was in de jaren 50 bekend voor hun goed aanvallend voetbal, grote spelers uit die tijd waren Ronnie Allen, Bobby Robson, Derek Kevan en Don Howe. In 1955 bereikte Albion de finale van 'le soir festival de foot', een voetbaltoernooi in Parijs maar verloor daarin van de Hongaarse club Honvéd Boedapest. Twee jaar later werd Albion het eerste Britse profteam dat een wedstrijd kon winnen in de Sovjet-Unie, in die tijd nog achter het IJzeren Gordijn. Ze speelden drie wedstrijden, gelijk tegen Zenit Leningrad en een overwinning tegen Dinamo Tbilisi en legerploeg CSKA Moskou. De Sovjets werden later uitgenodigd in Engeland en Albion versloeg het Sovjetleger met 6-5 in de eerste verlichtte wedstrijd op Hawthorns.
In de competitie werd de club vierde in 1952/53, dit werd zelfs gevolgd door een vicetitel het volgende seizoen. Daarna werden weer middelmatige plaatsen behaald. Van 1958 tot 1960 eindigde Albion drie keer op rij in de top 5.
In 1966 won de club voor de eerste en enige maal de League Cup met 5-3 over twee wedstrijden van West Ham United, het was de laatste League cup die in twee wedstrijden beslist werd. Het volgende seizoen werd opnieuw de finale bereikt, het leek alsof de titel verlengd werd na een 2-0-voorsprong op Queens Park Rangers maar uiteindelijk verloor de club met 2-3. De laatste grote trofee in de prijzenkast van Albion werd in 1968 gewonnen toen Everton verslagen werd in de FA Cup. De club won met één doelpunt in de verlenging van Jeff Astle die daarmee de eerste speler werd die in elke ronde van de FA Cup een doelpunt kon maken. Het volgende seizoen verloor de club in de halve finale van Leicester City. In 1970 verloor de club de League Cup finale van Manchester City met 2-1. Astle scoorde het doelpunt voor Albion en werd zo de eerste speler die in zowel de League Cup finale als de FA Cup finale kon scoren. Een laatste hoogtepunt uit het decennium was een 6-3-overwinning tegen landskampioen Manchester United.

### Jaren 70 en 80
Begin jaren 70 ging het slecht met de club en in 1973 degradeerde de club naar de Second Division. Onder leiding van Johnny Giles promoveerde de club terug na drie seizoenen. Dan begon een nieuw gouden tijdperk onder trainer Ron Atkinson. Na een zevende en een zesde plaats werd de club derde in 1979, Albion deed mee voor de titel maar slabakte aan het einde van het seizoen. Een jaar eerder verloor de club pas in de halve finale van de FA Cup van Ipswich Town, dat getraind werd door voormalige Albion-ster Bobby Robson.
In de UEFA Cup van 1978/79 werd de kwartfinale bereikt waarin de club verloor van het Joegoslavische Rode Ster Belgrado. Dat seizoen won de club met 3-5 tegen Manchester United op Old Trafford, het was de laatste keer in de geschiedenis dat een bezoekersteam vijf keer kon scoren in Manchester.
Na het einde van dit fenomenale seizoen verkocht de club zijn beste spelers. Vele fans beschuldigden de raad van bestuur dat ze geen ambitie hadden. Tijdens deze periode werd de club het eerste Britse team dat in China speelde, hierover werd de documentaire Albion in the Oriënt gemaakt door de BBC. Tijdens de tournee werd aan middenvelder John Trewick gevraagd wat hij vond van de Chinese Muur. Zijn beroemde antwoord was "Als je één muur gezien hebt, heb je ze allemaal gezien".
Atkinson werd in 1981 naar Manchester United gelokt, zijn opvolger Ronnie Allen leidde Albion naar de halve finales van zowel de League als de FA Cup. Het was de laatste keer dat Albion zover doorstootte in de bekercompetities. Albion was op dat moment de club die het meeste halve finales had bereikt, al heeft Manchester United dat record inmiddels verbroken.
In 1986 degradeerde de club en belandde in een van de donkerste periodes in de clubgeschiedenis. West Bromwich werd laatste met slechts 3 gewonnen wedstrijden en had het slechtste resultaat ooit in de clubgeschiedenis. De volgende vijf seizoenen speelde de club in de Second Division en eindigde slechts één keer in de top 10. In 1991 degradeerde de club voor het eerst naar de Third Division.

### Recente geschiedenis
Na twee seizoenen derde klasse keerde de club terug naar de tweede klasse die intussen First Division heette nadat de Premier League werd opgericht in 1992. De resultaten waren middelmatig en in 1999/00 werd een nieuwe degradatie maar net vermeden. De club herstelde zich wel en werd zesde, het beste resultaat in meer dan vijftien jaar. Na de vicetitel in 2002 keerde de club terug naar de hoogste klasse, al was het verblijf daar slechts eenmalig. In 2004 promoveerde de club opnieuw na de vicetitel en kon dit keer net het behoud verzekeren in de Premier League.
In 2006 werd West Bromwich Albion echter opnieuw naar de tweede klasse verwezen. Daar werd de club vierde en verloor in de eindronde van Derby County zodat de club nog minimum één jaar in tweede moet blijven. In 2008 werd West Brom kampioen en keerde terug naar de Premier League, maar werd na één seizoen weer naar een divisie lager verwezen. Maar datzelfde jaar promoveerde de ploeg weer naar het hoogste niveau, en speelt het in 2010/2011 weer in de Premier League.
In het seizoen 2014/15 nam West Bromwich Albion na 19 speelronden afscheid van trainer-coach Alan Irvine. Het ontslag volgde op de 2-0 nederlaag tegen Stoke City FC, het zevende verlies in negen wedstrijden. West Bromwich Albion stond op dat moment zestiende in de Premier League. Irvine werd opgevolgd door Tony Pulis. Die hield het ruim twee jaar vol bij WBA.
Na het ontslag van Pulis in 2017 in november werd Alan Pardew aangesteld. Ook Pardew, won uiteindelijk maar één wedstrijd en zou het einde van het seizoen 2017/18 niet halen. Nadat West Brom acht keer op rij verloor, voelde de club zich genoodzaakt om de Londenaar te ontslaan. De club zou uiteindelijk als hekkensluiter degraderen naar de Football League Championship.
Hij werd opgevolgd door Darren Moore, die in eerste instantie als tijdelijke opvolger werd aangewezen. De oud-verdediger wist degradatie niet te voorkomen, maar presteerde toch boven verwachting met de ploeg. WBA onder zijn leiding onder meer van Manchester United en Newcastle United. Het leverde Moore in april zelfs de uitverkiezing op van Beste Manager van de Maand in de Premier League. De clubleiding besloot op 18 mei om hem definitief aan te stellen als hoofdcoach, met als opdracht een directe terugkeer naar de hoogste afdeling van het Engelse profvoetbal.

## Erelijst
- Premier League (Engels kampioen)

Kampioen: 1919/20
Tweede: 1924/25, 1953/54
Derde: 1978/79
- FA Cup

Kampioen: 1888, 1892, 1931, 1954, 1968
Tweede: 1886, 1887, 1895, 1912, 1935
- League Cup

Kampioen: 1966
Tweede: 1967, 1970
- Community Shield

Kampioen: 1920, 1954
Tweede: 1931, 1968

## Overzichtlijsten

### Eindklasseringen vanaf 1946/47
- 1947 7e
Second Division
- 1948 7e
Second Division
- 1949 2e
Second Division
- 1950 14e
First Division
- 1951 16e
First Division
- 1952 13e
First Division
- 1953 4e
First Division
- 1954 2e
First Division
- 1955 17e
First Division
- 1956 13e
First Division
- 1957 11e
First Division
- 1958 4e
First Division
- 1959 5e
First Division
- 1960 4e
First Division
- 1961 10e
First Division
- 1962 9e
First Division
- 1963 14e
First Division
- 1964 10e
First Division
- 1965 14e
First Division
- 1966 6e
First Division
- 1967 13e
First Division
- 1968 8e
First Division
- 1969 10e
First Division
- 1970 16e
First Division
- 1971 17e
First Division
- 1972 16e
First Division
- 1973 22e
First Division
- 1974 8e
Second Division
- 1975 6e
Second Division
- 1976 3e
Second Division
- 1977 7e
First Division
- 1978 6e
First Division
- 1979 3e
First Division
- 1980 10e
First Division
- 1981 4e
First Division
- 1982 17e
First Division
- 1983 11e
First Division
- 1984 17e
First Division
- 1985 12e
First Division
- 1986 22e
First Division
- 1987 15e
Second Division
- 1988 20e
Second Division
- 1989 9e
Second Division
- 1990 20e
Second Division
- 1991 23e
Second Division
- 1992 7e
Third Division
- 1993 4e
Third Division
- 1994 21e
Second Division
- 1995 19e
Second Division
- 1996 11e
Second Division
- 1997 16e
Second Division
- 1998 10e
Second Division
- 1999 12e
Second Division
- 2000 21e
Second Division
- 2001 6e
Second Division
- 2002 2e
Second Division
- 2003 19e
Premier League
- 2004 2e
Second Division
- 2005 17e
Premier League
- 2006 19e
Premier League
- 2007 4e
Championship
- 2008 1e
Championship
- 2009 20e
Premier League
- 2010 2e
Championship
- 2011 11e
Premier League
- 2012 10e
Premier League
- 2013 8e
Premier League
- 2014 17e
Premier League
- 2015 13e
Premier League
- 2016 14e
Premier League
- 2017 10e
Premier League
- 2018 20e
Premier League
- 2019 4e
Championship
- 2020 2e
Championship
- 2021 19e
Premier League
- 2022 10e
Championship
- 2023 9e
Championship
- 2024 5e
Championship
- 2025 9e
Championship

- First Division
- Second Division
- Third Division
- Premier League
- Championship

ⓘ In 1992 invoering van de Premier League en opheffing van de Fourth Division; in 2004 opheffing van de First, Second en Third Division.

### Seizoensresultaten
| Seizoen   | №  | Clubs | Divisie         | Duels | Winst | Gelijk | Verlies | Doelsaldo | Punten | Tsch   |
| --------- | -- | ----- | --------------- | ----- | ----- | ------ | ------- | --------- | ------ | ------ |
| 1990–1991 | 23 | 24    | Second Division | 46    | 10    | 18     | 18      | 52–61     | 48     | 11.993 |
| 1991–1992 | 7  | 24    | Third Division  | 46    | 19    | 14     | 13      | 64–49     | 71     | 12.711 |
| 1992–1993 | 4  | 24    | Second Division | 46    | 25    | 10     | 11      | 88–54     | 85     | 15.161 |
| 1993–1994 | 21 | 24    | First Division  | 46    | 13    | 12     | 21      | 60–69     | 51     | 16.840 |
| 1994–1995 | 19 | 24    | First Division  | 46    | 16    | 10     | 20      | 51–57     | 58     | 15.200 |
| 1995–1996 | 11 | 24    | First Division  | 46    | 16    | 12     | 18      | 60–68     | 60     | 15.061 |
| 1996–1997 | 16 | 24    | First Division  | 46    | 14    | 15     | 17      | 68–72     | 57     | 15.064 |
| 1997–1998 | 10 | 24    | First Division  | 46    | 16    | 13     | 17      | 50–56     | 61     | 16.662 |
| 1998–1999 | 12 | 24    | First Division  | 46    | 16    | 11     | 19      | 69–76     | 59     | 14.585 |
| 1999–2000 | 21 | 24    | First Division  | 46    | 10    | 19     | 17      | 43–60     | 49     | 14.584 |
| 2000–2001 | 6  | 24    | First Division  | 46    | 21    | 11     | 14      | 60–52     | 74     | 17.655 |
| 2001–2002 | 2  | 24    | First Division  | 46    | 27    | 8      | 11      | 61–29     | 89     | 20.910 |
| 2002–2003 | 19 | 20    | Premier League  | 38    | 6     | 8      | 24      | 29–65     | 26     | 26.731 |
| 2003–2004 | 2  | 24    | First Division  | 46    | 25    | 11     | 10      | 64–42     | 86     | 24.765 |
| 2004–2005 | 17 | 20    | Premier League  | 38    | 6     | 16     | 16      | 36–61     | 34     | 25.987 |
| 2005–2006 | 19 | 20    | Premier League  | 38    | 7     | 9      | 22      | 31–58     | 30     | 25.404 |
| 2006–2007 | 4  | 24    | Championship    | 46    | 22    | 10     | 14      | 81–55     | 76     | 20.472 |
| 2007–2008 | 1  | 24    | Championship    | 46    | 23    | 12     | 11      | 88–55     | 81     | 22.311 |
| 2008–2009 | 20 | 20    | Premier League  | 38    | 8     | 8      | 22      | 36–67     | 32     | 25.828 |
| 2009–2010 | 2  | 24    | Championship    | 46    | 26    | 13     | 7       | 89–48     | 91     | 22.199 |
| 2010–2011 | 11 | 20    | Premier League  | 38    | 12    | 11     | 15      | 56–71     | 47     | 24.683 |
| 2011–2012 | 10 | 20    | Premier League  | 38    | 13    | 8      | 17      | 45–52     | 47     | 24.793 |
| 2012–2013 | 8  | 20    | Premier League  | 38    | 14    | 7      | 17      | 53–57     | 49     | 25.327 |
| 2013–2014 | 17 | 20    | Premier League  | 38    | 7     | 15     | 16      | 43–59     | 36     | 25.194 |
| 2014–2015 | 13 | 20    | Premier League  | 38    | 11    | 11     | 16      | 38–51     | 44     | 25.064 |
| 2015–2016 | 14 | 20    | Premier League  | 38    | 10    | 13     | 15      | 34–48     | 43     | 24.631 |
| 2016–2017 | 10 | 20    | Premier League  | 38    | 12    | 9      | 17      | 43–51     | 45     | 23.876 |
| 2017–2018 | 20 | 20    | Premier League  | 38    | 6     | 13     | 19      | 31–56     | 31     | 24.520 |
| 2018–2019 | 4  | 24    | Championship    | 46    | 23    | 11     | 12      | 87–62     | 80     | 24.148 |
| 2019–2020 | 2  | 24    | Championship    | 46    | 22    | 17     | 7       | 77–45     | 83     | 18.824 |
| 2020–2021 | 19 | 20    | Premier League  | 38    | 5     | 11     | 22      | 35-76     | 26     | --     |
| 2021–2022 | 10 | 24    | Championship    | 46    | 18    | 13     | 15      | 52–45     | 67     | 21.431 |
| 2022–2023 | 9  | 24    | Championship    | 46    | 18    | 12     | 16      | 59–53     | 66     | 23.094 |
| 2023–2024 | 5  | 24    | Championship    | 46    | 21    | 12     | 13      | 70-47     | 75     | 24.057 |
| 2024–2025 | 9  | 24    | Championship    | 46    | 15    | 19     | 12      | 57-47     | 64     |        |

### West Bromwich in Europa
Uitslagen vanuit gezichtspunt West Bromwich Albion
| Seizoen                                                     | Competitie           | Ronde | Land                                         | Club                 | Totaalscore | 1e W    | 2e W    | PUC  |
| ----------------------------------------------------------- | -------------------- | ----- | -------------------------------------------- | -------------------- | ----------- | ------- | ------- | ---- |
| 1966/67                                                     | Jaarbeursstedenbeker | 2R    | Vlag van Nederland                           | DOS Utrecht          | 6-3         | 1-1 (U) | 5-2 (T) | 3.0  |
|                                                             |                      | 1/8   | Vlag van Italië                              | Bologna FC           | 1-6         | 0-3 (U) | 1-3 (T) | 3.0  |
| 1968/69                                                     | Europacup II         | 1R    | Vlag van België                              | Club Brugge          | 3-3 u       | 1-3 (U) | 2-0 (T) | 7.0  |
|                                                             |                      | 1/8   | Vlag van Roemenië (1965-1989)                | Dinamo Boekarest     | 5-1         | 1-1 (U) | 4-0 (T) | 7.0  |
|                                                             |                      | 1/4   | Vlag van Schotland                           | Dunfermline Athletic | 0-1         | 0-0 (U) | 0-1 (T) | 7.0  |
| 1978/79                                                     | UEFA Cup             | 1R    | Vlag van Turkije                             | Galatasaray          | 6-2         | 3-1 (U) | 3-1 (T) | 13.0 |
|                                                             |                      | 2R    | Vlag van Portugal                            | SC Braga             | 3-0         | 2-0 (U) | 1-0 (T) | 13.0 |
|                                                             |                      | 1/8   | Vlag van Spanje (11 okt. 1945- 20 jan. 1977) | Valencia CF          | 3-1         | 1-1 (U) | 2-0 (T) | 13.0 |
|                                                             |                      | 1/4   | Vlag van Joegoslavië                         | Rode Ster Belgrado   | 1-2         | 0-1 (U) | 1-1 (T) | 13.0 |
| 1979/80                                                     | UEFA Cup             | 1R    | Vlag van Duitse Democratische Republiek      | Carl Zeiss Jena      | 1-4         | 0-2 (U) | 1-2 (T) | 0.0  |
| 1981/82                                                     | UEFA Cup             | 1R    | Vlag van Zwitserland                         | Grasshopper Zürich   | 1-4         | 0-1 (U) | 1-3 (T) | 0.0  |
| Totaal aantal behaalde punten voor UEFA coëfficiënten: 23.0 |                      |       |                                              |                      |             |         |         |      |

Zie ook:
- Deelnemers UEFA-toernooien Engeland
- Ranglijst van alle clubs die in de diverse Europa Cups zijn uitgekomen

## Bekende (oud-)spelers

### Divers
- Igor Bališ
- Saido Berahino
- Lee Camp
- Boštjan Cesar
- Jason Davidson
- Robert Earnshaw
- Ruel Fox
- Kieran Gibbs
- John Hartson
- Wes Hoolahan
- Junichi Inamoto
- Nwankwo Kanu
- Darren Moore
- Cyrille Regis
- Jason Roberts
- Bobby Robson
- Gabriel Tamaș
- Stuart Williams
- Pascal Zuberbühler

### Nederlanders
- Martin Jol
- Richard Sneekes
- Jeroen Boere
- Fernando Derveld
- Ryan Donk
- Fabian de Freitas
- Sherjill Mac-Donald
- Shelton Martis
- Erik Pieters
- Andwelé Slory
- Joost Volmer
- Gianni Zuiverloon

### België
- Nacer Chadli
- Yassine El Ghanassy
- Carl Hoefkens
- Romelu Lukaku
- Sebastien Pocognoli

## Trainer-coaches
| Van        | Tot        | Naam                    | D   | W  | G  | V  |
| ---------- | ---------- | ----------------------- | --- | -- | -- | -- |
| 16.12.2020 | 23.05.2021 | Sam Allardyce           | 26  | 4  | 8  | 14 |
| 01.07.2019 | 16.12.2020 | Slaven Bilić            | 65  | 26 | 22 | 17 |
| 10.03.2019 | 13.06.2019 | James Shan              | 12  | 6  | 1  | 5  |
| 02.04.2018 | 09.03.2019 | Darren Moore            | 48  | 23 | 13 | 12 |
| 29.11.2017 | 02.04.2018 | Alan Pardew             | 21  | 3  | 5  | 13 |
| 20.11.2017 | 29.11.2017 | Gary Megson (interim)   | 2   | 0  | 0  | 2  |
| 01.01.2015 | 20.11.2017 | Tony Pulis              | 121 | 38 | 33 | 50 |
| 30.12.2014 | 01.01.2015 | Rob Kelly (interim)     | 1   | 0  | 1  | 0  |
| 01.07.2014 | 30.12.2014 | Alan Irvine             | 22  | 6  | 5  | 11 |
| 09.01.2014 | 12.05.2014 | Pepe Mel                | 17  | 3  | 6  | 8  |
| 15.12.2013 | 08.01.2014 | Keith Downing           | 4   | 1  | 3  | 0  |
| 01.07.2012 | 14.12.2013 | Steve Clarke            | 60  | 19 | 14 | 27 |
| 11.02.2011 | 30.06.2012 | Roy Hodgson             | 55  | 20 | 14 | 21 |
| 01.07.2009 | 07.02.2011 | Roberto Di Matteo       | 83  | 40 | 19 | 24 |
| 18.10.2006 | 30.06.2009 | Tony Mowbray            | 140 | 58 | 30 | 52 |
| 19.09.2006 | 17.10.2006 | Nigel Pearson (interim) | 4   | 3  | 1  | 0  |
| 09.11.2004 | 18.09.2006 | Bryan Robson            | 81  | 19 | 24 | 38 |
| 09.03.2000 | 26.10.2004 | Gary Megson             | 221 | 94 | 50 | 77 |
| 27.07.1999 | 03.08.1999 | John Gorman             |     |    |    |    |
| 01.07.1999 | 31.03.2000 | Brian Little            |     |    |    |    |
| 01.01.1998 | 27.09.1999 | Denis Smith             |     |    |    |    |
| 01.02.1997 | 30.11.1997 | Ray Harford             |     |    |    |    |
| 20.10.1994 | 22.01.1997 | Alan Buckley            |     |    |    |    |
| 01.07.1993 | 30.06.1994 | Keith Burkinshaw        |     |    |    |    |
| 01.07.1992 | 30.06.1993 | Osvaldo Ardiles         |     |    |    |    |
| 25.02.1991 | 30.06.1992 | Bobby Gould             |     |    |    |    |
| 01.07.1988 | 30.06.1991 | Brian Talbot            |     |    |    |    |
| 03.09.1987 | 12.10.1988 | Ron Atkinson            |     |    |    |    |
| 07.02.1986 | 30.09.1987 | Ron Saunders            |     |    |    |    |
| 29.09.1985 | 28.02.1986 | Nobby Stiles            |     |    |    |    |
| 24.02.1984 | 30.09.1985 | Johnny Giles            |     |    |    |    |
| 01.07.1982 | 12.02.1984 | Ronald Wylie            |     |    |    |    |
| 01.07.1981 | 30.06.1982 | Ronnie Allen            |     |    |    |    |
| 12.01.1978 | 30.06.1981 | Ron Atkinson            |     |    |    |    |
| 25.12.1977 | 03.01.1978 | John Wile               |     |    |    |    |
| 01.07.1977 | 31.12.1977 | Ronnie Allen            |     |    |    |    |
| 01.07.1975 | 30.06.1977 | Johnny Giles            |     |    |    |    |
| 01.07.1971 | 07.04.1975 | Don Howe                |     |    |    |    |
| 01.07.1967 | 30.06.1971 | Allan Ashman            |     |    |    |    |
| 01.04.1963 | 30.06.1967 | Jimmy Hagan             |     |    |    |    |
| 01.07.1953 | 30.06.1959 | Vic Buckingham          |     |    |    |    |
| 01.07.1952 | 30.06.1953 | Jesse Carver            |     |    |    |    |